# Карабастау (Ордабасинский район)
Карабастау (каз. Қарабастау) — село в Ордабасинском районе Туркестанской области Казахстана. Входит в состав Бадамского сельского округа. Код КАТО — 514633580.

## Население
В 1999 году население села составляло 184 человека (98 мужчин и 86 женщин). По данным переписи 2009 года, в селе проживало 265 человек (134 мужчины и 131 женщина).